# مسلة بعل
مسلة بعل هي مسلة مصنوعة من الحجر الجيري الأبيض يعود تاريخها إلى مملكة أوغاريت القديمة في شمال غرب سوريا، وهي معروضة حاليًا في متحف اللوفر في باريس.

## لمحة تاريخيّة
اكتُشفت مسلة بعل في عام 1932 في موقع أثري يقع على بعد حوالي 20 مترًا (66 قدمًا) من معبد بعل في الأكروبوليس في منطقة أوغاريت، أثناء أعمال التنقيب التي كان يُجريها عالم الآثار الفرنسي كلود فريدريك أرماند شيفر، وقد نُقش على المسلّة لوحة تُمثّل الإله بعل، إله العواصف والمطر عند الآراميين، وتعتبر هذه اللوحة واحدة من أهم اللوحات الأوغاريتية. رُبّما كانت المسلّة موجودة في الأصل داخل المعبد.

## الوصف
يبلغ ارتفاع مسلة بعل 142 سنتيمتر، بينما يبلغ عرضها 50 سنتيمترًا، وهي أوسع عند القاعدة. وقد نُحتت المسلة من الحجر الجيري الأبيض، ونُقش على وجهها الأماميّ لوحة لشخصيّتين إحداهما كبيرة الحجم تمثل الإله بعل إله العواصف والمطر عند الأراميين واقفًا على قاعدة كبيرة ينظر إلى جهة اليمين ويده اليمنى مرفوعة وهو يلوح بهراوة أو صولجان المعركة فوق رأسه بينما يده اليسرى ممدودة أمامه وتُمسك بصاعقة على شكل رمح أو حربة تمتد نحو الأرض، والشخصية الأخرى صغيرة الحجم يُعتقد أنها تُمثّل ملك أوغاريت وهو يقف أمام مذبح مقرن. يظهر بعل وهو يرتدي خوذة مزينة بقرون الثور يتدلى من تحتها شعره المضفر على ظهره وكتفه الأيمن، وتغطي جسمه عباءة ذات زخارف مخططة يلتف حولها حزام عريض منحوت بدقة ويحمل أيضًا خنجرًا منحنيًا، بينما يرتدي ملك أوغاريت ملابس احتفالية، ويقف أمام المذبح وذراعيه مشبوكتان معًا، ومخفيتان تحت رداء مزين بضفيرة.
يتمّ تفسير النقوش على مسلة بعل بأنها تُظهر ملك أوغاريت وهو يتلقى الحماية الإلهية من الإله بعل، كما تُظهر الإله بعل وهو يدفع رمحًا من النباتات يتجه من السماء إلى الأرض، مما يرمز إلى ضرورة حدوث العاصفة من أجل حصاد المزروعات. وعلى الرغم من العلاقة الوثيقة بين الملك والإله المصور في المسلة، فإن الفارق في الحجم بين الشكلين يفسره المؤرخ مارك س. سميث باعتباره يُشكّل تناقضًا بين قوة ومجد الإله بعل والضعف النسبي للملك. وتتمثل سمات خصوبة بعل في الخوذة ذات القرون، ورمح الصواعق الذي يحمله في يده، والذي يظهر على شكل نبات. وبحسب ما ذكره المؤرخ ألبرتو جرين، فإن النقوش صورت بعل كإله قوي شاب رشيق ورياضي يسير إلى الأمام.